# Royal Dauphins Mouscronnois
El Royal Dauphins Mouscronnois (RDM) es un club acuático de waterpolo belga, con sede en la ciudad de Mouscron. Juegan en la piscina Les Dauphins.

## Palmarés
- 6 veces campeón de la liga de Bélgica de waterpolo masculino (1999, 2000, 2002, 2003, 2010, 2011)
- 3 veces campeón del copa de Bélgica de waterpolo masculino (1997,2002,2004)